# Kaliumthiosulfat
Kaliumthiosulfat ist eine anorganische chemische Verbindung des Kaliums aus der Gruppe der Thiosulfate.

## Gewinnung und Darstellung
Kaliumthiosulfat kann durch Reaktion von Kaliumcarbonat mit Schwefel gewonnen werden.
{\displaystyle {\ce {3 K2CO3 + 8 S -> K2S2O3 + 2 K2S3 + 3 CO2}}}
Ebenfalls möglich ist die Darstellung durch Reaktion von Kaliumhydroxid mit Schwefel und anschließende Oxidation des entstandenen Kaliumpolysulfides.

## Eigenschaften
Kaliumthiosulfat ist ein weißer Feststoff, der sehr leicht löslich in Wasser ist. Kaliumthiosulfat ist pH-Wert empfindlich und wird bei einem pH-Wert unter 5,5 und über 8,5 instabil. Die Kristallstruktur des wasserfreien Kaliumthiosulfats ist monoklin mit der Raumgruppe P21/c (Raumgruppen-Nr. 14) (a = 1010,15(14), b = 910,65(12), c = 1329,4(2) pm, β = 111,984°(11), Z = 8, R1 = 0,0665). Sie weist zwei kristallographisch unterschiedliche Thiosulfatanionen auf, insgesamt koordiniert durch 9/10 Kaliumkationen. Ihre Anordnung in der Struktur führt zu einer komplexen Struktur mit einer pseudo-orthorhombischen Einheitszelle. Die Kristallstruktur des noch komplizierter aufgebauten 1/3-Hydrates ist ebenfalls monoklin mit der P21/c (Nr. 14) (a = 938,27(6), b = 602,83(4), c = 3096,0(2) pm, β = 98,415°(6), Z = 12, R1 = 0.0327).

## Verwendung
Kaliumthiosulfat wird als Flüssigdünger eingesetzt, der Kalium und Schwefel liefert.